# Slot A
Slot A je konektor pro první verze procesorů AMD Athlon, fyzicky je stejný jako Slot 1, nicméně elektronicky nekompatibilní (využívá technologii DEC EV6 vyvinutou původně pro procesory DEC Alpha). Použití stejného fyzického konektoru umožnilo výrobcům základních desek použít stávající součástky pro Slot 1. Pro zabránění vložení procesoru pro Slot 1 je na deskách Slot A otočený o 180°. Slot A byl později nahrazen paticí Socket A.